# Emma Perry Carr
Emma Perry Carr   (Holmesville, 23 de juliol de 1880 - Evanston, 7 de gener de 1972) va ser una espectroscopista i professora de química estatunidenca.

## Biografia
Va néixer a Holmesville, Ohio, tercera dels fills d'Edmund i Anna Carr. Tant el seu pare com el seu avi eren doctors rurals i defensors del valor de l'educació. Carr va assistir a l'institut a Coshocton i va fer estudis superiors a la Universitat Estatal d'Ohio entre 1898 i 1899. Entre 1900 i 1902 va estudiar en el Mount Holyoke College. Va treballar a Mount Holyoke com a ajudant en el departament de química fins al seu últim any d'estudis, quan es va traslladar a la Universitat de Chicago per cursar Química física. Es va graduar per la Universitat de Chicago el 1905. Va tornar al Mount Holyoke per ensenyar durant dos anys abans de tornar a Chicago per realitzar un doctorat, títol que va rebre en 1910.
Després de doctorar-se, Carr va seguir impartint classes de química a Mount Holyoke. El 1913 va obtenir el lloc de directora del departament de química. Va establir un programa de recerca basat en l'ús d'espectroscòpia ultraviolada per estudiar hidrocarburs; en el curs de la seva labor de recerca, va determinar l'existència d'una relació entre les freqüències d'absorció i el canvi d'entalpia de combustió dels compost. Va participar en la confecció de l'obra de referencia International Critical Tables del National Research Council dels Estats Units, en col·laboració amb Victor Henri de la Universitat de Zúric. Carr va ser una pionera en l'anàlisi de l'espectre ultraviolat de molècules orgàniques per investigar la seva estructura electrònica. Va dirigir un dels primers grups en els quals membres de la facultat, doctorands i estudiants col·laboraven en els projectes de recerca.
Carr va ser la primera guardonada el 1937 amb la medalla d'Or Francis P. Garvan de la Societat Química Americana (ACS), premi establert per reconèixer «un servei destacat a la química per part de dones químiques». També va rebre juntament amb la seva companya Mary Lura Sherrill el Premi James Flack Norris per assoliments excepcionals en l'ensenyament de Química de la Secció Nord-oriental del la ACS en la primavera de 1957.
Es va jubilar el 1946. Quan la salut va començar a fallar-li es va traslladar a una residència a Evanston, Illinois, propera al seu nebot, James Carr, i la resta de la seva família. Va morir d'una fallada cardíaca el 7 de gener de 1972.
El Mount Holyoke va nomenar un laboratori a la universitat en el seu honor el 1955. L'edifici va ser renovat i reconstruït d'acord amb els criteris del Lideratge en Energia i Disseny Mediambiental per a edificis verds i la seva reobertura va tenir lloc en 2002.